# Лобода Світлана Сергіївна
Світла́на Сергі́ївна Лобода́ (сценічне ім'я Loboda, (18 жовтня 1982 , Ірпінь, Київська область ) — українська співачка. Заслужена артистка України (2013). 
Першу популярність отримала як учасниця гуртів «Капучино» та «ВІА Гра», згодом розпочала сольну карʼєру. 2009 року представляла Україну на 54-му конкурсі «Євробачення» у Москві з піснею «Be My Valentine!», де посіла 12-те місце.
Піддавалася критиці в українському медіапросторі через співпрацю з російськими медіа та участь у музичних проєктах Росії після початку російсько-української війни, а також через утримання від публічного засудження Росії як держави-агресора після повномасштабного вторгнення.

## Життєпис
Народилася 18 жовтня 1982 року в Ірпені на Київщині, закінчила музичну школу за класом диригування, фортепіано та академічного вокалу. Потім — київські виші: академію естрадного та циркового мистецтв за класом естрадно-джазового вокалу та університет культури за спеціальністю «менеджер шоубізнесу».
У 2009 році представляла Україну на «Євробаченні», де посіла 12-е місце, набравши 76 балів. У 2012 році стала тренеркою шоу «Голос. Діти» на телеканалі 1+1. Учасниками шоу були діти віком від 6 до 14 років.
У 2002 році, за словами Лободи, вона невдало впала і пошкодила перенісся, після чого зробила пластичну операцію і впродовж двох місяців мала шрам на обличчі. У 2012—2013 роках провела кілька пластичних операцій, зокрема, змінивши форму губ і носа. Сама співачка в інтерв'ю неодноразово заперечувала цю інформацію.

## Музична кар'єра
Записала й випустила три студійні альбоми та чотири збірки, до яких увійшли пісні російською та англійською мовами; зіграла в українському мюзиклі «Екватор» режисера-постановника Віктора Шулакова, у складі гурту «ВІА Гра» знялася в музичному фільмі «Сорочинський ярмарок» режисера Семена Горова та, як камео, у короткометражному фільмі «Жінка-злочинниця» режисера Володимира Шкляревського; з піснею «Be My Valentine!» представила Україну на 54-му пісенному конкурсі «Євробачення», де посіла 12-те місце. Отримала вісім статуеток українських музичних премій «YUNA», «M1 Music Awards» та «Пісня року», і десять статуеток російських музичних премій «Fashion People Awards», «RU.TV», «Реальная премия MusicBox», «Золотий Грамофон» та «Премия Муз-ТВ».
Практично вся творчість Світлани російською мовою, українською було написано дві пісні. У листопаді 2022 року Світлана сказала, що не збирається змінювати мову творів українською.

### Хронологія музичної кар'єри

#### Ранні роки та початок музичної кар'єри
З 14 років Світлана виступає солісткою клубного джаз-бенду. Згодом Лобода виступає в колективі «Капучино», після виходу з якого починає співати під псевдонімом Алісія Горн. Після цього вона працює в українському мюзиклі «Екватор» (2003) де грає папуаску Мірану з акторами основного складу Тіна Кароль, Alex Luna, Василь Бондарчук, Василь Лазарович, а згодом— у власному гурті «Кетч».
Музична кар'єра підкріплюється надмірною еротичністю та вульгарністю.

#### Гурт ВІА Гра та початок сольної кар'єри: 2004—2009
У травні 2004 року почала співати у гурті ВІА Гра. Скоро пішла з гурту та почала власну сольну кар'єру.
У грудні 2004 року Світлана Лобода спільно з Тарасом Демчуком записують композицію «Чёрно-белая зима». У 2005 році кліп на наступний сингл «Я забуду тебя» отримав першу премію на фестивалі іноземних кліпів у Португалії. Того ж року кліп на пісню «Ты не забудешь» (римейк французької композиції Kelly Joyce — Vivre La Via) через місяць після виходу на екрани знімають з ефіру через претензії комісії з моралі, що вважала відео занадто відвертим.

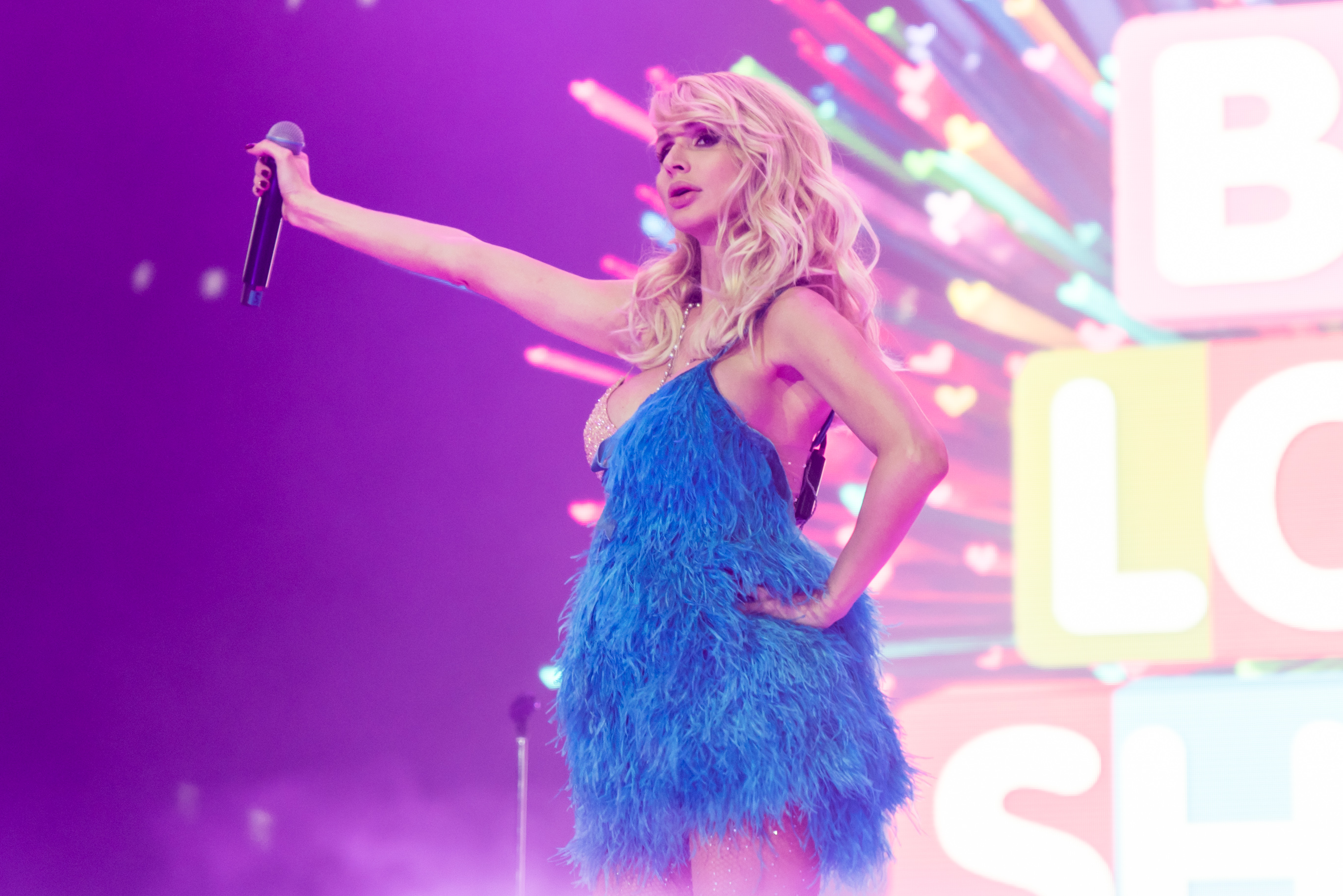
Виступ у Санкт-Петербурзі (2018)

У 2006 році виходять кліп, а потім і сингл «Черный ангел», згодом — «Постой, мужчина». В цьому ж році була ведучою програми «Шоуманія» на «Новому каналі», а у 2007 році була ведучою проєкту «Міс СНД» на телеканалі «ТЕТ». Відкриває туристичне агентство «Happy Vacations».
У жовтні 2007 року виходить кліп на ліричну пісню під назвою «Счастье». 18 жовтня 2007 року Лобода організовує фотовиставку власних фотографій, де презентує роботи, які були зроблені під час подорожі до Індії. Метою виставки стає допомога дітям-сиротам та дітям, хворим на онкологічні захворювання.
У 2008 році почалося створення колекції молодіжного одягу «F*ck the macho». 18 жовтня Світлана стала лауреатом премії «Національний Олімп» у номінації «Оригінальний стиль виконання».
У 2009 році виходить друга лінія одягу, до колекції було додано чоловічий одяг.

#### Євробачення 2009
Навесні 2009 року сингл «Be My Valentine» представили для участі в українському відбірковому турі Євробачення 2009. 8 березня Лобода перемогла у відбірковому конкурсі й отримала право представляти Україну у фінальній частині конкурсу. 18 березня Світлана презентувала кліп на цю пісню.
На церемонії відкриття «Євробачення-2009» співачка вийшла загримованою з бинтами й синцями. Причина — привернути увагу до соціальної акції Лободи — «Скажи стоп насильству в сім'ї» щодо боротьби з домашнім насильством.
Участь у фіналі музичного конкурсу викликала широкий громадський резонанс — деякі журналісти та члени журі стверджували, що ця пісня «неформат» для Євробачення. Лобода посіла 12-те місце конкурсі, набравши всього 76 балів.
У січні 2010 року виходить відеокліп на пісню «Жить легко», де Лобода постає перед публікою 100-кілограмовою товстункою, якою вона «стала» після програшу на Євробаченні. Слідом за «Жить легко» Лобода записує дуетну пісню «Сердце бьётся» з Максом Барських, а незабаром виходить відеокліп.

#### LOBODA: 2010—2015
2010 почала співпрацю з продюсером Нателлою Крапівіною. Внаслідок суттєвого фінансування та зміни менеджменту у 2010 році Лобода перейменувала свій музичний проєкт та зареєструвала бренд і торгову марку «LOBODA». Улітку 2010 року вийшов сингл «Революция», того ж року вийшов сингл «Спасибо», присвячений дочці співачки. Кліп на цю пісню знімався у два етапи: перша частина зйомки проходила, коли співачка була на 9 місяці вагітності, а друга — пройшла після пологів. Улітку 2011 року на сцені Crimea Music Fest відбулася прем'єра пісні «На світлі».
У 2012 році вирушила до США, де працювала в студії, брала уроки вокалу та хореографії. Представила короткометражний саспенс-фільм за мотивами музичного твору «Облака» — «Жінка-злочинниця». Зйомки проходили в Маямі (режисер і оператор — Володимир Шкляревський). До основи сценарію покладено твір XIX ст. «Жінка, злочинниця і повія» італійського автора тюремного психіатра Чезаре Ломброзо, у якому розкривається тема злочину на ґрунті пристрасті.
12 квітня 2012 року Світлана представила шоу «Початок», з яким майже рік гастролювала Україною. У червні вийшло нове відео на пісню «What about U», записану для чемпіонату Євро-2012. Ця композиція була відібрана серед інших, представлених на суд Єврокомісії УЄФА і ввійшла до офіційного трек-листу чемпіонату.
У серпні 2012 року на фестивалі «Crimea Music Fest» Світлана представляє ліричну композицію «40 градусов». У грудні того ж року єдина з України виступила на «Різдвяних зустрічах» Алли Пугачової, де представила російському глядачеві сингл «40 градусов».
У 2012 році Світлана стала тренеркою у талант-шоу «Голос. Діти» на телеканалі 1+1. У лютому 2013 року представила новий сингл «Нежность». У 2013 році на телеканалі «Інтер» відбулася премія YUNA, де співачка представила свій сингл під назвою «Под лёд». У кінці червня 2013 року співачці було надано звання «Заслужений артист України». Згодом, за постійні виступи в Росії під час війни, ветерани АТО вимагали від Президента Порошенка позбавити Світлани наданого звання.
29 березня 2014 року вирушила у всеукраїнський тур «Под запретом!».
26 грудня 2014 року отримує премію «Пісня-2014» за сингл «Город под запретом».

#### LOBODA: З 2015

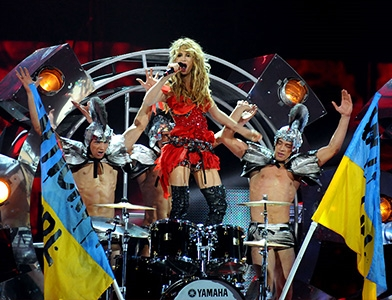
На Євробаченні 2009 року

26 березня 2015 року отримала премію YUNA (разом з Emin) у номінації «Найкращий дует» за «Смотришь в небо». 8 червня 2015 року у Москві пройшла 6-та щорічна церемонія вручення премій «Fashion People Awards», де Лобода здобула перемогу в номінації Fashion Voice Woman.
8 вересня 2015 року Лобода презентувала кавер на пісню Скрябіна «Нікому то не треба». 4 листопада 2015 року вирушила в тур містами України з шоу «Пора домой».
23 листопада 2015 року, напередодні міжнародного дня захисту жінок від насильства (25 листопада) презентувала соціальний артпроєкт на композицію «Облиш». 26 листопада 2015 року отримала премію M1 Music Awards в номінації «Кліп року» з відеокліпом «Пора додому». 28 і 29 листопада 2015 року провела сольні концерти в Палаці «Україна» на честь десятиліття творчості.
11 січня 2016 року артистка представила провокаційну пісню про, на її думку, жіночу любов «К чёрту любовь», а 19 лютого 2016 року відбулася прем'єра відеокліпу.
9 травня 2016 року співачка відкрила концерт телеканалу Інтер, присвячений 71-й річниці закінчення Другої світової війни. Виконала пісню Окуджави «Десятый наш десантный батальон». Закрила концерт військовою піснею «Журавли».
19 листопада 2016 року отримала статуетку «Золотого грамофона» у Москві за пісню «К чёрту любовь».
На початку 2017 року Лобода влаштувала трьохгодинне шоу у київському Палаці спорту, де презентувала альбом «H2Lo», над яким працювала п'ять років. У перший же день після офіційної прем'єри альбому в iTunes «H2Lo» потрапив на першу позицію чарту кількох країн: Україна, Литва, Латвія, Естонія, Казахстан та інші.
У грудні 2017 року стала ведучою випуску шоу «Орел і решка» із Олександром Реввою.
У першій половині 2018 року виходять одразу три нові пісні та кліпи співачки: «Парень», «Лети» та «SuperSTAR».
Пісня «Лети» стала саундтреком до російського фільму «Гоголь. Вій». Це перший сингл співачки, який стає саундтреком.
|                        | Гоголь — з дитинства один з моїх улюблених авторів, і я рада, що його безсмертний твір тепер отримає продовження, як в кіно, так і в музиці. Пісня «Лети» записана мною в абсолютно особливому емоційному стані. І я впевнена, що та енергія, яку я вклала в неї, знайде свій відгук у ваших серцях, |
| — повідомила співачка. | |

Попри російсько-українську війну продовжила гастролювати по Росії, постійно відвідуючи тимчасово окупований Росією Крим.
У червні 2021 року через конфлікт поглядів Світлани з її продюсером Нателлою Крапівіною вони припинили свою одинадцятирічну співпрацю. Це сталося на тлі скандалу з російським артистом Філіпом Кіркоровим.
Влітку 2021 року Лобода представила сингл «Indie Rock (Vogue)», який був написаний двома мовами (українською та російською), а восени презентувала пісню «Americano».
В кінці 2021 року Google опублікував список найпопулярніших відео на YouTube серед української аудиторії, в якому найпопулярнішим музичним відео стала пісня «Родной».

## Протести проти Лободи
25 червня 2023 року 16-річна харків'янка Дарина Вдовенко прийшла на виступ з плакатом «Харків без Лободи».

## Особисте життя

### Сім'я
Дід — Василь Лобода, працював у міліції, потім у КДБ, багато їздив світом у справах служби, у 1958 році жив понад пів року на Кубі. У той час, коли Фідель Кастро і Че Гевара готували революцію, він жив у джунглях і допомагав розробляти плани повалення кубинського диктатора Фульхенсіо Батісти. Василь Лобода помер, коли Світлана була маленькою. Бабуся — Людмила Лобода (нар. 1936), оперна співачка.
Батько — Сергій Васильович Лобода (нар. 1957), очолював перонну службу на авіазаводі. Мати — Наталія Василівна Лобода (нар. 1957), працювала в Києві фахівцем з енергозбереження. Молодша сестра — Ксенія Сергіївна Лобода (нар. 1992).
Колишній фактичний чоловік — Андрій Петрович Цар (прізвище при народженні — Онищак; нар. 18 вересня 1987 року, Львів) — танцюрист, хореограф, працював із балетом Світлани Лободи та балетом Freedom, діджей і співак. 1 жовтня 2014 року співачка офіційно заявила про те, що розлучилася з ним. Дочки — Євангеліна Андріївна Левандовська (нар. 9 квітня 2011) і Тільда (нар. 21 травня 2018).

### Благодійність
У квітні 2020 року Лобода спільно з російським фондом Encore Charity і «Українською біржею благодійності» запустила акцію «Кошик допомоги», спрямовану на підтримку людей похилого віку, малозабезпечених і багатодітних сімей під час пандемії COVID-19. Лобода закупила для фондів понад тисячу коробок із продуктами і зробила пожертвування на загальну суму понад 180 тисяч рублів.
Наприкінці серпня 2021 року в Одесі відбувся благодійний фестиваль Vintage Charity Market & Sova Picnic, метою якого був збір коштів на закупівлю медичного обладнання в дитячі відділення лікарень. Лобода передала на благодійність мінісукню Balmain, вартість якої становить приблизно $3000.
19 грудня 2021 року Лобода передала дитячій лікарні «Охматдит» медичне обладнання для пацієнтів із вродженими вадами розвитку опорно-рухового апарату та дітей із посттравматичними деформаціями кінцівок.
На постійній основі допомагає хворим дітям та нужденним сім'ям. Віддаючи 10 % прибутку на благодійність, як було заявлено в інтерв'ю Маші Єфросиніної «Экзамен».
24 лютого 2022 року переорієнтувала свій офіс на волонтерський штаб для допомоги українцям.
Перерахувала до фонду «Маша» Маші Єфросиніної 1,5 млн грн.
Передала автомобіль на потреби тероборони, а також оплатила закупівлю необхідного спорядження для Борисполя на суму 1,5 млн гривень.
У травні 2022 року анонсувала відкриття Loboda Help Center, центру психологічної допомоги українцям, а також центру приймання листів і заявок на матеріальну допомогу жителям України, які постраждали від війни. В центрі працювало вісім психологів, згодом їх стало працювати 4. Близько 1000 осіб отримали психологічну допомогу.
Перерахувала 3 млн грн на добудову дитячого садка «Віночок» в Ірпені, частину будівлі якого зруйнували російські війська.
Лобода закупила продукти харчування, інвентар для прибирання, засоби індивідуальної гігієни, побутову хімію та інше на 230 тис. грн для 350 біженців із табору для переселенців у Переяславі Бориспільського району.
Передала свій автомобіль для евакуації тварин з Ірпеня волонтеру акторові Олексію Суровцеву.
14 серпня Лобода сольним концертом у Ризі відкрила благодійний тур містами Європи та Америки, куди також увійшли такі країни, як Казахстан, Узбекистан, Ізраїль та Вірменія. Частину грошей з кожного концерту Лобода перераховує на допомогу у відбудові Ірпеню.
Також у рамках благодійного туру Лобода відвідувала табори з українськими біженцями.
18 жовтня 2022 року передала 1 млн грн на відновлення дахів та укріплення багатоповерхових будинків Ірпеню.
Після 24.02.2022 Світлана перерахувала 14 млн грн до благодійних організацій. У січні 2023 року перерахувала 1 млн грн на відновлення багатоповерхового будинку в Ірпені й оголосила про продовження благодійного туру світом.

## Діяльність в Росії
З початком окупації Росією Криму та частини Донбасу продовжила концертну діяльність у Росії, виступати на російському телебаченні, зокрема на Першому каналі. Окрім того, виступає на приватних вечірках для російських олігархів як у Росії, так і за її межами.
Українські активісти протестують проти виступів Лободи в Україні. Через постійні виступи в Росії концерти співачки у травні 2016 року позначилися скандалами в Івано-Франківську, де активісти змогли зірвати концерт, також у Тернополі (ТРЦ Подоляни).
28 травня 2017 в Одесі біля клубу «Ibiza», де мав проходити виступ Світлани, зібралися люди з плакатами, які вимагали скасування концерту, а також заборони подальших виступів і позбавлення Лободи громадянства України. У результаті концерт було скасовано.
У березні 2017 року Лобода з матір'ю та продюсером Нателлою Крапівіною виступили в ефірі пропагандистського російського Першого каналу в шоу «Нехай говорять», де розказали про «погрози від радикалів», після чого Територіальна громада міста Ірпінь звернулася до СБУ з проханням розслідувати дії Лободи на депутатській комісії. Згодом мати Світлани заявила, що складає депутатські повноваження.
Охорона співачки заблокувала автомобіль з журналістами і, погрожуючи зброєю, вилучила всі записи з відеотехніки та відеореєстратора. Поліціянти перехопили «охоронців» і повернули речі, які ті забрали у журналістів. Сама співачка і продюсер пояснили це тим, що 11 березня 2017 року журналісти телеканалу 1+1 начебто лізли через паркан на приватну територію до будинку, де перебувала співачка в селі Гореничі.
Після цього Нателла Крапівіна стала погрожувати журналістам, написала, що вона знає Рамзана Кадирова, який «таких відстрілює». Поліція Києво-Святошинського району Києва відкрила кримінальне впровадження за статтями про розбійний напад і перешкоджанню роботі журналістів. Згодом виявилось, що охоронники були співробітниками «Альфа-Охорони» (директор Микола Отачкін), зареєстрованої в Донецьку.
2017 року Світлана запросила знімальну групу російського Першого каналу до себе в село Гореничі, де вони знімали репортаж про будинок Лободи.
Після повномасштабного вторгнення Росії в Україну 2022 року припинила концерти в Росії, засудила війну, але не назвала РФ агресором.

## Нагороди і відзнаки

#### 2008
- «Національний Олімп» у номінації «Оригінальний стиль виконання»[113].

#### 2013
- «Fashion People Awards-2013» у номінації «Fashion відео» («40 градусов»)[114].
- «Заслужена артистка України»[115].
- «Пісня року-2013» («40 градусов»)[116].
- «Красная звезда» («40 градусов»)[117].

#### 2014
- «YUNA-2014» у номінації «Найкраща пісня» («40 градусов»)[118].
- «Пісня року-2014» («Город под запретом»)[119].

#### 2015
- «YUNA-2015» у номінації «Найкращий дует» («Смотришь в небо» Loboda та Emin)[120].
- «RU.TV 2015» у номінації «Найкращий дует» («Смотришь в небо» Loboda та Emin)[121].
- «Fashion People Awards-2015» у номінації «Fashion Voice Woman»[122].
- «M1 Music Awards-2015» у номінації «Кліп року» («Пора домой»)[123].

#### 2016
- «Найкрасивіша співачка країни» за версією оргкомітету міжнародного конкурсу «Міс Україна — Всесвіт»[124].
- «Реальная премия MusicBox» у номінації «Пісня року» («К чёрту любовь»)[125].
- «Высшая лига» «Нового Радио» у номінації «Найкраща пісня» («К чёрту любовь»)[126].
- «Золотий Грамофон» («К чёрту любовь»)[125]
- «M1 Music Awards-2016» у номінаціях «Найкраща співачка» та «Кліп року» («К чёрту любовь»)[127].

#### 2017
- «RU.TV 2017» у номінаціях «Найкраща виконавиця» та «Найкращий креатив» («Твои глаза»)[128].
- «Муз-ТВ 2017» у номінації «Найкраща виконавиця»[129].

#### 2018
- «Жара Music Awards» у номінації «Найкраща пісня» («Случайная»)[130].
- «Муз-ТВ 2018» у номінації «Найкраща виконавиця».
- «YUNA-2018» у номінації «Найкращий альбом» («H2Lo»)[131].
- російська премія «ZD Awards-2018» у номінації «Тренд року»[132].

#### 2019
- премія «Top Hit Music Awards» у номінації «Найкраща виконавиця» YouTube Ukraine.
- російська премія «ZD Awards-2019» у номінаціях «Артист року», «Альбом року» і «Sexy»[133].

#### 2021
- «Top Hit Music Awards» у номінації «Найкраща виконавиця» YouTube Ukraine.
- «Музична платформа» у номінації «Найкраща пісня» («moLOko»)[134].

#### 2022
- 26 грудня музичний казахстанський телеканал Muzzone TV нагородив Лободу премією «За внесок у розвиток і відновлення України»[135].

## Дискографія

#### Студійні альбоми
- Ты не забудешь (2005)
- Не ма4о (2008)
- H2Lo (2017)

#### Збірки
- Чёрный ангел (2006)
- Постой, мущина (2006)
- F*ck The Macho (2008)
- Anti-Crisis Girl (2009)

#### Музичні кліпи

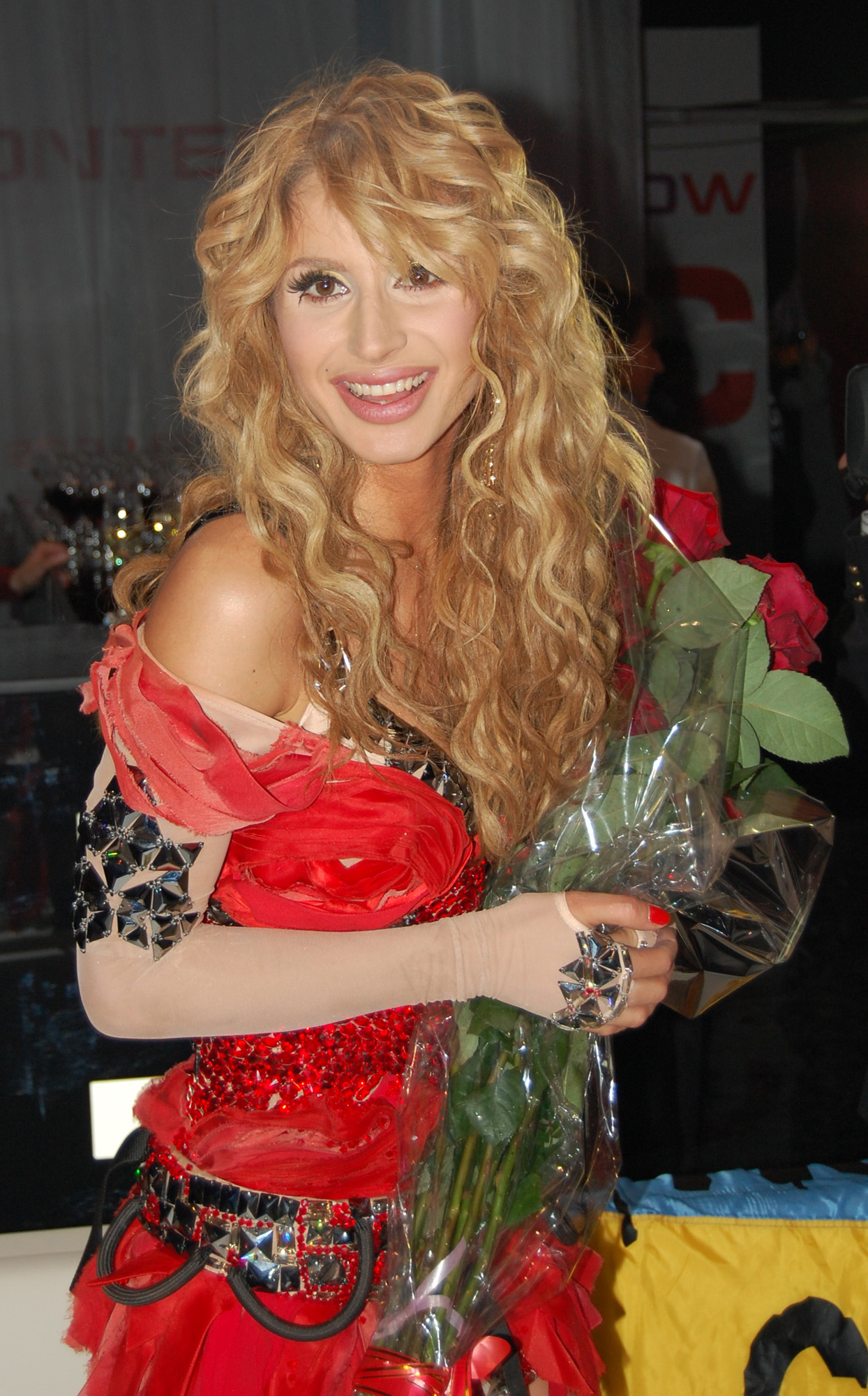
Лобода після виступу, 2009

##### Кліпи у складі гуртуВІА Гра
| Рік  | Кліп     | Режисер     |
| ---- | -------- | ----------- |
| 2004 | Биология | Семен Горов |

##### Сольні кліпи
| Рік  | Назва                                      | Режисер                |
| ---- | ------------------------------------------ | ---------------------- |
| 2004 | «Чёрно-белая зима»                         | Алан Бадоєв            |
| 2005 | «Я забуду тебя»                            | Алан Бадоєв            |
| 2005 | «Ты не забудешь»                           | Алан Бадоєв            |
| 2006 | «Чёрный ангел»                             | Алан Бадоєв            |
| 2006 | «Постой, мущина»                           | Алан Бадоєв            |
| 2007 | «Мишка, гадкий мальчишка»                  | Алан Бадоєв            |
| 2007 | «Счастье»                                  | Михайло Сегал          |
| 2008 | «Не мачо»                                  | Алан Бадоєв            |
| 2008 | «За что»                                   | Алан Бадоєв            |
| 2008 | «By Your Side» (з Dj Lutiqe)               | Алан Бадоєв            |
| 2009 | «Be My Valentine»                          | Алан Бадоєв            |
| 2010 | «Жить легко»                               | Алан Бадоєв            |
| 2010 | «Сердце бьётся» (з Максом Барських)        | Алан Бадоєв            |
| 2010 | «Революция»                                | Алан Бадоєв            |
| 2011 | «Спасибо»                                  | Євген Тимохін          |
| 2011 | «На свете»                                 | Алан Бадоєв            |
| 2012 | «Облака»                                   | Володимир Шкляревський |
| 2012 | «What about U»                             | Світлана Лобода        |
| 2012 | «40 градусов»                              | Володимир Шкляревський |
| 2013 | «Под лёд»                                  | Володимир Шкляревський |
| 2013 | «Кохана»                                   | Нателла Крапівіна      |
| 2013 | «Город под запретом»                       | Duet Drelles           |
| 2014 | «Смотришь в небо» (з Emin)                 | Нателла Крапівіна      |
| 2014 | «Не нужна»                                 | Нателла Крапівіна      |
| 2015 | «Пора домой»                               | Нателла Крапівіна      |
| 2015 | «Облиш»                                    | Нателла Крапівіна      |
| 2016 | «К чёрту любовь»                           | Нателла Крапівіна      |
| 2016 | «Твои глаза»                               | Нателла Крапівіна      |
| 2017 | «Случайная»                                | Нателла Крапівіна      |
| 2018 | «Парень»                                   | Нателла Крапівіна      |
| 2018 | «Лети» (саундтрек до фільму «Гоголь. Вій») | Нателла Крапівіна      |
| 2018 | «SuperSTAR»                                | Нателла Крапівіна      |
| 2019 | «INSTADRAMA»                               |                        |
| 2019 | «Пуля-Дура»                                | Нателла Крапівіна      |
| 2020 | «Новый Рим»                                | Алан Бадоєв            |
| 2020 | «Boom Boom» (з Pharaoh)                    |                        |
| 2020 | «moLOko»                                   | Алан Бадоєв            |

## Кінематографічна кар'єра
| Рік  | Картина              | Режисер                | Роль    |
| ---- | -------------------- | ---------------------- | ------- |
| 2004 | Сорочинський ярмарок | Семен Горов            | Горпина |
| 2012 | Жінка-злочинниця     | Володимир Шкляревський | Камео   |